# Böcekli, Düziçi
Böcekli là một xã thuộc huyện Düziçi, tỉnh Osmaniye, Thổ Nhĩ Kỳ. Dân số thời điểm năm 2010 là 2535 người.